# 摩瑞亞
在托爾金的奇幻小說中，摩瑞亞（辛达林：Moria「黑暗之渊」）一度是中土大陸西北的龐大地下城市，包含巨大的坑道網絡、屋室、礦坑及大殿。摩瑞亞貫穿迷霧山脈（Misty Mountain）。數千年來一直是矮人都靈後代人民的居住地。矮人稱摩瑞亞為凱薩督姆（Khazad-dûm） 。
在悠久的歷史裡，這個地下城市和工業中心亦被灰精靈（Sindar）稱為 Dornhabar「矮人礦坑」及 Hadhodrond「矮人深洞」，被諾多精靈（Noldor）稱為 Casarrondo「矮人深洞」，通用語中称之为是 Phurunargian「矮人深洞」。但是，在第三紀元1000年那里沦为敌人领地以後，开始称之为摩瑞亞「黑暗之渊」。

## 歷史

### 主神時期（The Years of Trees）
不死矮人都靈（Durin）在遠古時期建立矮人深洞，更在太陽和月亮出現之前。在精靈甦醒之後不久，都靈也在剛達巴山（Mount Gundabad）甦醒，在矮人祖先中是最年長及被譽為最優秀的。作為凱薩督姆的領主，其子民繼承摩瑞亞領主之職。
都靈族矮人自剛達巴山「向安都因南方遷移」，經常「受魔苟斯（Morgoth）和半兽人的襲擊」。根據傳說，都靈最終找到「兩座大山間的峽谷，谷上有三座巍峨的白色山峰」。在這個濃密多木的山谷，大量河流會聚於一個橢圓形的湖，出現了不可思議的景觀：「這裡的景色如寶石沉在閃閃星光裡，即使艳阳高照时亦是如此」。這些星星作為他王冠上的圖騰，都靈將它作為吉祥圖象，並將該湖命名為卡雷德—薩魯姆（Kheled-zarâm），即鏡之湖（Mirrormere）。
他又分別將那三座山峰命名為紅角（Redhorn）、凯勒布迪爾（Celebdil）及法怒德何（Cloudyhead）。該山谷則名為阿薩努比薩（Azanulbizar）。這些地方在日後成為都靈矮人崇拜的地方。
都靈選擇在卡雷德—薩魯姆之上的地方挖掘洞穴，作為他的府第：凱薩督姆，「矮人深谷」。在都靈在生的時期，這裡發展非常迅速，直至成為中土大陸矮人最大的居所。該地的名聲以提高並非因為神聖的都靈，也並非矮人深洞的龐大，而是因為這裡旳財富，這裡蘊藏著昂貴的秘銀，在中土大陸只在這裡找到秘銀。

### 第一紀元末
矮人深洞並沒有參與貝爾蘭戰役（Wars of Beleriand），因此凱薩督姆得以從第一紀元末半獸人肆虐中休養生息。凱薩督姆的矮人依然與其他六個矮人部落保持聯繫。當人類抵達羅馬尼安（Rhovanion），凱薩督姆的矮人迅速與他們進行貿易，以矮人的冶金石工產品換取糧食，互惠互利。

### 第二紀元
在貝爾蘭摧毀後四十年，大量失去家園的諾格羅德（Nogrod）和貝磊勾斯特（Belegost）的矮人來到凱薩督姆，使凱薩督姆的力量大為增加，而半獸人亦「有更優良的武裝及人數龐大、攻勢更殘暴、凶猛及不顧一切。雖然矮人是人族中最可怕的戰士，但矮人們也很高興和人類締結同盟」。凱薩督姆矮人的重裝步兵和人類的馬騎弓兵結合起來，能更有效地抵抗半獸人，使凱薩督姆矮人在顧慮鐵丘陵（Iron Hills）、伊瑞德米斯林（Ered Mithrin）等領地的情況下仍能在迷霧山脈（Misty Mountain）中部、北部及以東的土地佔有優勢。人類為了鞏固他們的土地，願意協助凱薩督姆矮人。
第二紀元約700年，凱薩督姆以西的伊瑞詹（Eregion）被建立，凱薩督姆矮人和精靈的友誼開始建立，這促使凱薩督姆的建設向西擴展，矮人的居住地位於東部，西部通道被打通。諾多族精靈凱勒布理鵬（Celebrimbor）以秘銀代表那維（Narvi）刻字，於碑文上書：Im Narvi hain echant. Celebrimbor o Eregion teithant i thiw hin，意思是：「我那維建造了摩瑞亞西門，凱勒布理鵬以此為記。」
精靈也介入了凱薩督姆的建設，使凱薩督姆「變得更美麗」，一些因懼怕矮人而從安都因河（Anduin）西部撤離的精靈也在凱蘭崔爾（Galadriel）在凱薩督姆東面建立羅斯洛立安（Lothlórien）後返回。
除了一些位置較高的坑道內裝有窗戶，整個凱薩督姆都被水晶燈照亮。每一層都有大量的拱形通道，屋室和殿堂，多為「黑色的牆壁，光亮平滑如玻璃」。低層多為礦洞、寶庫和牢獄。更低的地方是原始的黑暗坑道，有一些不知名的生物生存。極少人見到這些生物，也沒有有關生物的描述。關於這些神秘生物，後來途經此地的埃斯塔力甘道夫曾經對此有所提及，有說法認為牠們可能是埃奴的大樂章中因米爾寇試圖擾亂造物主伊露維塔神所奏的樂曲而產生的產物，牠們既不是邁亞也不是後來魔帝魔苟斯直接製造出來的妖怪。牠們在維拉進入阿爾達之前就已經存在，這說法符合甘道夫對牠們的描述：「比魔君索倫更古老。」
凱薩督姆其中一個特點是它的防禦建築，如都靈之橋，「細長的石橋，沒有欄杆」，橋下是五十步闊的深淵。傳說有無盡之階（Endless Stair），由凱薩督姆深淵通往山峰。
凱薩督姆的出口已知有兩個，一是那維所造的西門，二是東面已有的閘門，這使凱薩督姆在第二紀元中的精靈與索倫之戰爭（War of the Elves and Sauron）免遭入侵。黑暗魔君索倫攻陷精靈領地伊瑞詹，卻遭凱薩督姆矮人突襲，矮人隨即撤回牢固的西門內。此後，索倫相當討厭凱薩督姆，命令半獸人侵擾凱薩督姆矮人，「凱薩督姆的殿堂太深，並有大量勇敢的矮人守備，索倫難以攻佔」。儘管如此，凱薩督姆的矮人因缺乏人類的糧食提供而逐漸減少。

### 第三紀元

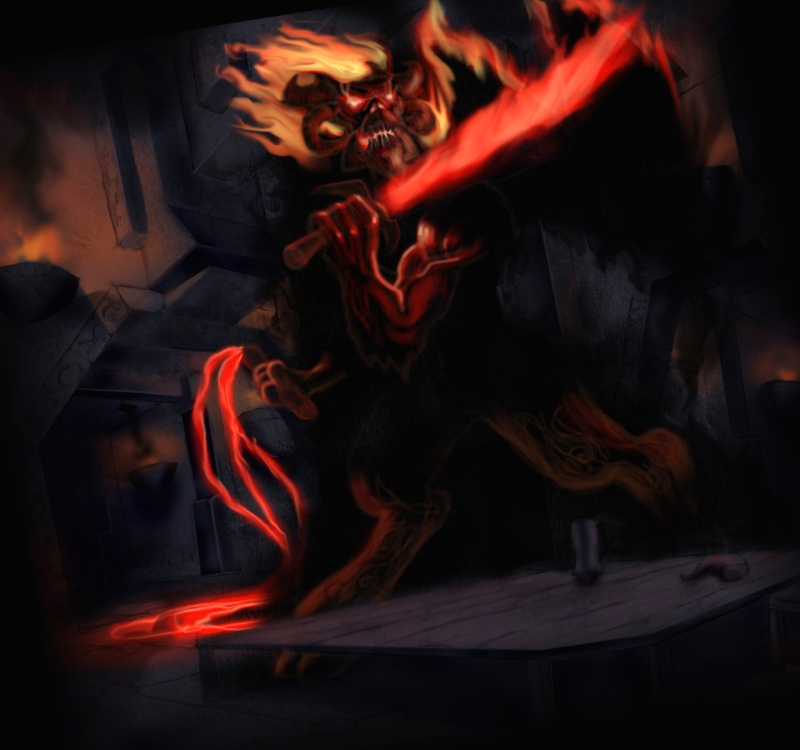
摩瑞亞炎魔，被矮人稱為「都靈的剋星」。

索倫失敗，凱薩督姆稍微恢復過來，但在1300年後再受到半獸人的襲擊。雖然凱薩督姆矮人未受致命性打擊，在這時，秘銀的蘊藏量已顯貧乏。第三紀元1980年，礦坑的開採過於深入，觸發了一股強大的邪惡力量。這一年，魔苟斯的炎魔（Balrog）擊殺都靈六世（Durin VI），並於次年擊殺他的兒子耐恩（Náin）。矮人無法擊敗甚至趕走炎魔，被迫撤出凱薩督姆，重回孤山（Erebor），凱薩督姆被遺棄，凱薩督姆始被精靈稱為摩瑞亞，自此，迷霧山脈的半獸人以摩瑞亞為家，並受索倫支配。
第三紀元2790年，受到惡龍史矛革（Smaug）的唆使，都靈後裔、孤山國王索爾（Thrór）不理會勸諫，嘗試進入古老的家園。他被半獸人首領阿索格（Azog）殺害，這次謀殺促使矮人與半獸人之戰爭（War of the Dwarves and Orcs）的爆發，摩瑞亞東部的南都西理安之戰（Battle of Nanduhirion）更持續了九年。矮人取得勝利，丹恩二世·鐵足（Dáin II Ironfoot）砍殺阿索格。然而，矮人亦遭受重大損失，也不願意對抗炎魔。傷亡之多使矮人沒有土窖埋葬屍體，只得火化。為了支撐戰爭虛耗，阿薩努比薩（Azanulbizar）峽谷的樹林遭砍伐。戰勝後，索爾的兒子索恩二世（Thráin II）嘗試重新進入摩瑞亞，但丹恩‧鐵足阻止了他，並預言已有矮人以外的力量進入摩瑞亞。
接近第三紀元末，矮人巴林（Balin）率領同伴，包括佛洛伊（Flói）、歐力（Ori）、歐音（Oin）等，打算重建摩瑞亞。開始時頗為順利，但約五年後遭半獸人攻擊。魔多使者曾兩度會見丹恩國王，要求協助尋找至尊魔戒，如果答應，索倫會歸還其中三只矮人七戒（the Seven dwarf rings）及摩瑞亞領地。但丹恩國王拒絕了這個建議。

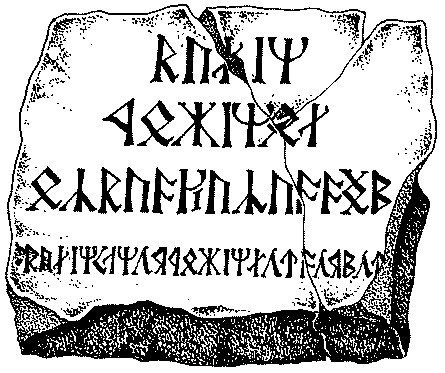
巴林墳墓的銘文。

第三紀元3019年，由甘道夫領導的魔戒遠征隊被迫通過摩瑞亞，這裡的許多通道被淹沒和難以通過。魔戒遠征隊打賭大部分半獸人於早前的五軍之戰（Battle of Five Armies）被殺，當魔戒遠征隊抵達馬薩布爾大廳（Chamber of Mazarbul）時，發現巴林的墳墓，並從馬薩布爾之書中得知巴林部下的矮人早已全部被殺。這時遠征隊遭到大量半獸人和哥布林襲擊，但炎魔的吼聲嚇退了哥布林，及後遠征隊遭遇了炎魔。甘道夫（Gandalf）於橋上單獨對抗炎魔，並雙雙陷入無底深淵，魔戒遠征隊得以逃生。甘道夫和炎魔在深淵繼續纏鬥，並殺到西拉克西吉爾（Zirakzigil）山頂，毀壞了摩瑞亞的無盡之階。

### 第四紀元
自矮人撤出摩瑞亞後，矮人思念故鄉，阿薩努比薩為矮人「不能忘記的深而陰暗的峽谷」。
炎魔死後，摩瑞亞清空，矮人可以重返該地。第四紀元初，都靈七世（Durin VII）帶領他的子民重回他們的故鄉，恢復凱薩督姆的盛況。

## 改編
在彼得·傑克森的《魔戒》電影，摩瑞亞的造型設計受到了艾倫·李插畫的影響。在魔戒電影設計過程中，艾倫·李為摩瑞亞繪製了大量的草圖。
電子遊戲《指环王Online：莫里亚矿坑》的大部分情節皆在摩瑞亞發生，該作中的摩瑞亞主要分為上中下三層。